# Burgruine Hohenlandsberg
Die Burgruine Hohenlandsberg ist die Ruine einer Höhenburg im südlichen Steigerwald auf dem 498 Meter hohen Hohenlandsberg nahe der Gemeinde Weigenheim im Landkreis Neustadt an der Aisch-Bad Windsheim in Bayern.

## Geschichte
Die Burg, vermutliche Gründung im 13. Jahrhundert, war nicht der Stammsitz des fränkisch-böhmischen Adelsgeschlechts der Freiherren zu Schwarzenberg-Hohenlandsberg, sondern eine Burg der Hohenlohe, die von hier ihre Vogteiherrschaft über die Besitzungen der Würzburger Dompropstei um Seinsheim ausübten. Im 15./16. Jahrhundert war die Burg Verwaltungsmittelpunkt der schwarzenbergischen Herrschaft Hohenlandsberg, die in Seinsheim und Umgebung die Zent (= Hochgerichtsbarkeit) und die Obrigkeit über die Dörfer Weigenheim, Seinsheim, Iffigheim, Herrnsheim, die überwiegende Dorfherrschaft in Bullenheim, Anteile an der Dorfherrschaft in Hüttenheim und in Nenzenheim  sowie vermutlich das große Dorf Dornheim besaß.
Zu Beginn des 14. Jahrhunderts, wohl eher im 13., wurde Hohenlandsberg von den Herren von Hohenlohe erworben oder erbaut und ab ca. 1370 mehrmals verpfändet, bis 1435 die Herren von Seinsheim-Schwarzenberg die Burganlage kauften. Energisch-gewalttätige Herrschaftsausübung durch die Schwarzenberg, vor allem aber wohl die kriegerischen Auseinandersetzungen im Zweiten Markgrafenkrieg 1553/55, bei denen die widerrechtlich auf dem Hohenlandsberg stationierten Söldnertruppen des Markgrafen Albrecht Alkibiades von Brandenburg-Kulmbach die Umgebung terrorisierten, verschafften der Burg beziehungsweise Ruine über Jahrhunderte hinweg den Ruf einer Raubritterburg
Um 1511 ließ Johann von Seinsheim-Schwarzenberg die Burg neu errichten und teilweise nach damals modernen Fortifikationstechniken stark befestigen; aus dieser Zeit stammen die noch vorhandenen Kasematten. Im Bauernkrieg 1525 wurde Hohenlandsberg zwar von den Freiheitskämpfern eingenommen, blieb jedoch unversehrt. 1554 wurde die Burg im Zweiten Markgrafenkrieg zerstört und verfiel danach. Die einstige Burganlage zeigt noch Reste von Befestigungsmauern, Kasematten, Kellern und Wällen. Die Burgstelle ist ein Bodendenkmal.

Galerie
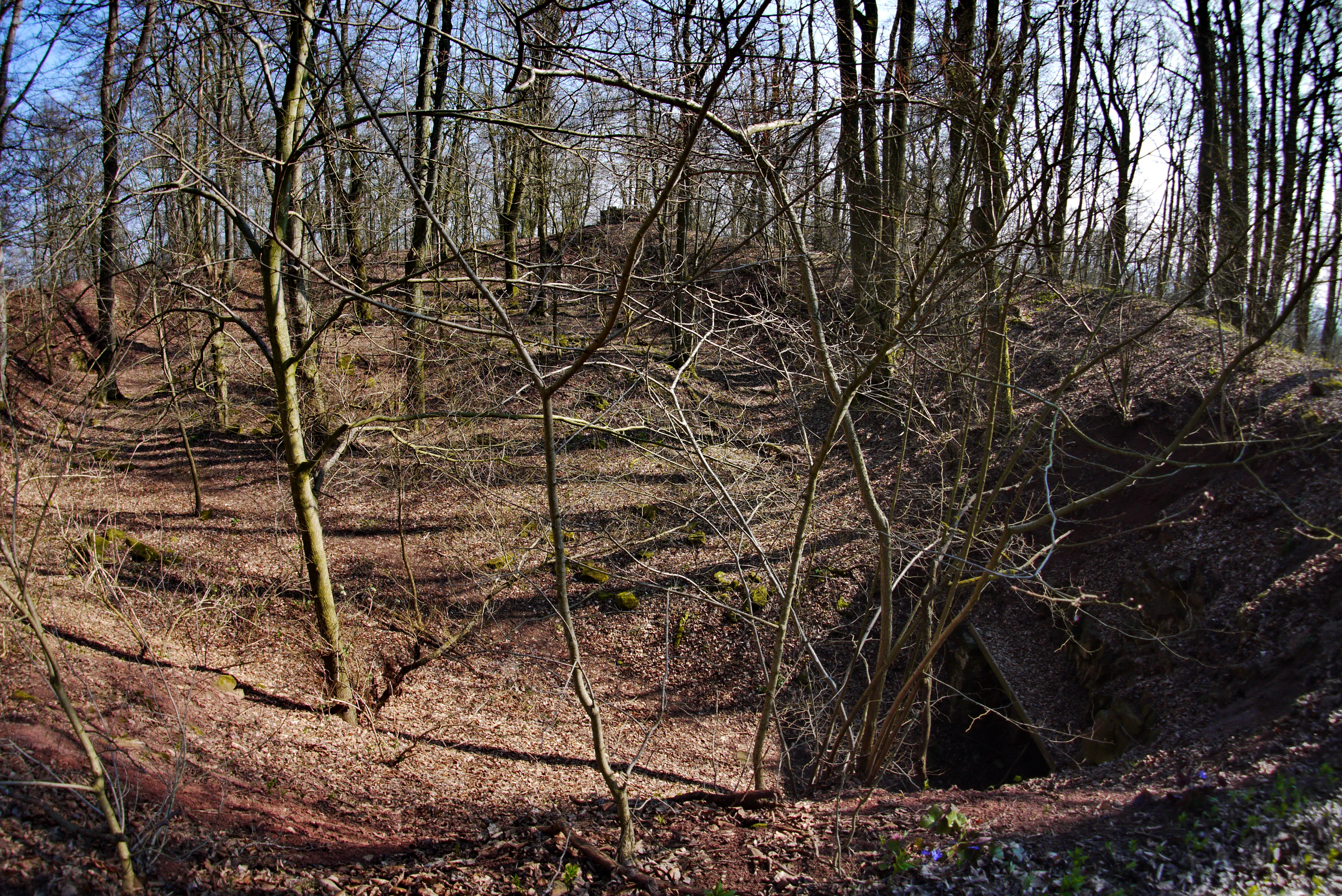
Burgstall Hohenlandsberg
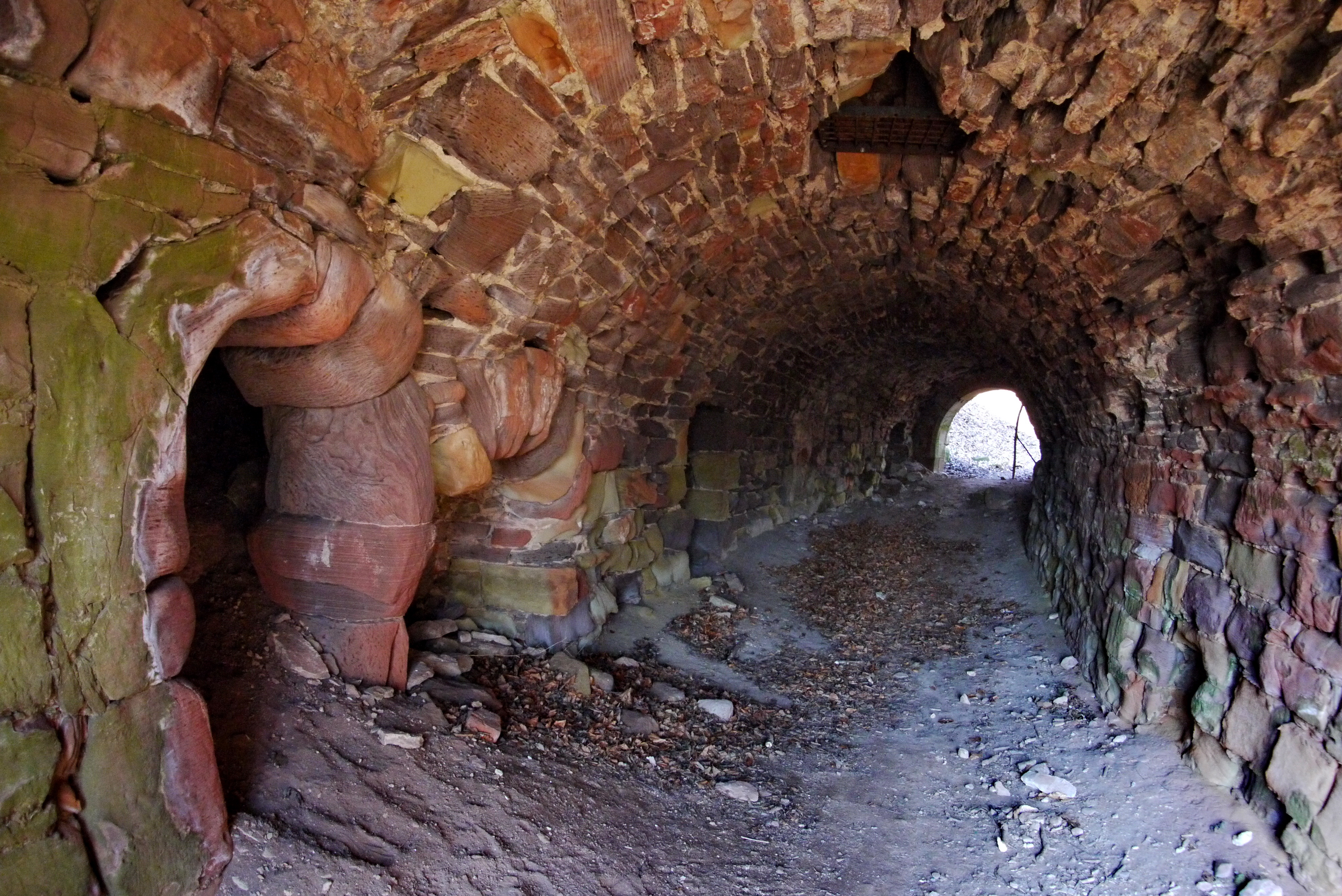
Eingang zur Burgruine Hohenlandsberg
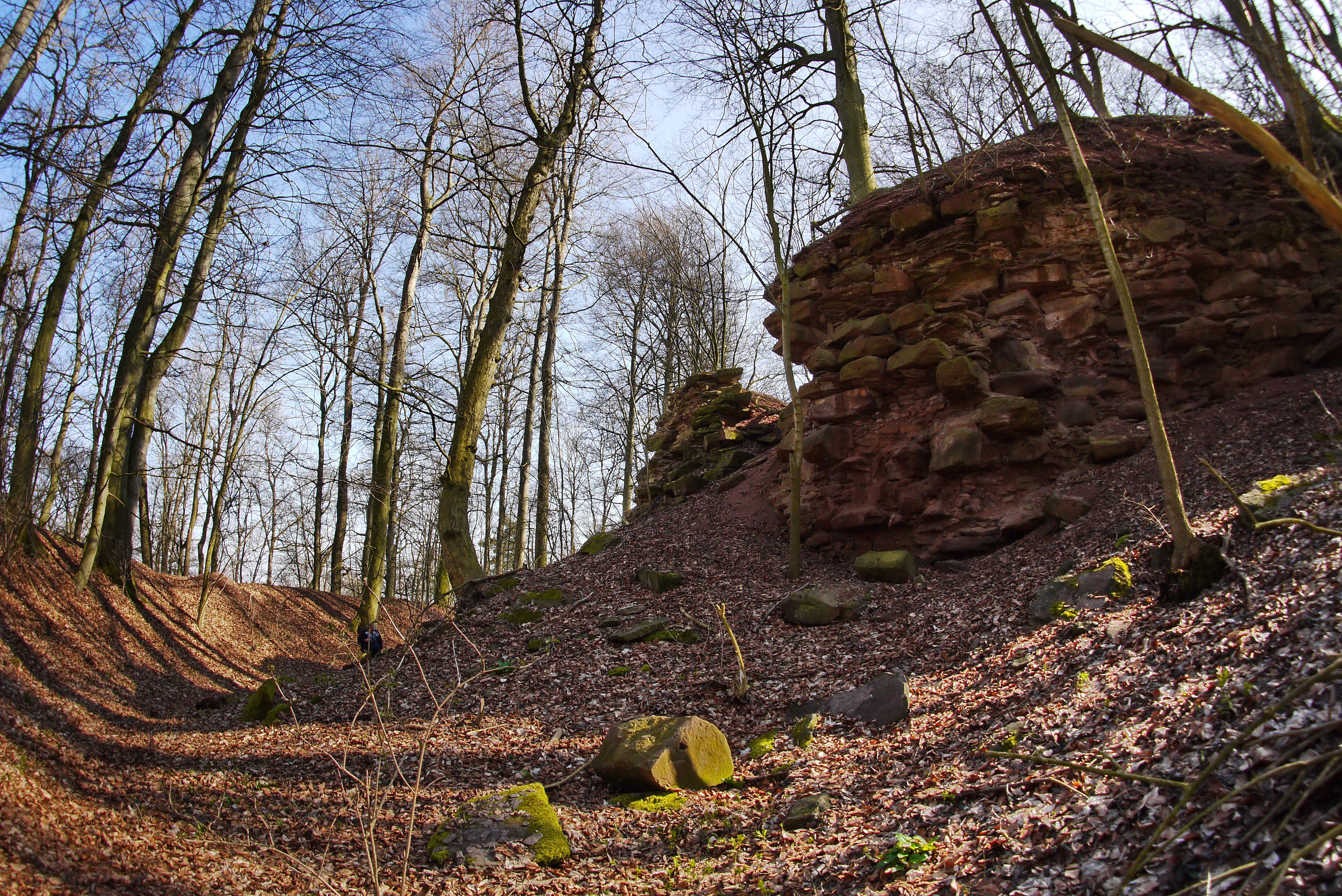
Mauerreste der Burg Hohenlandsberg